# لینا استرن
لینا سولومونُونا شترن (روسی: Лина Соломоновна Штерн؛ ۲۶ اوت ۱۸۷۸–۷ مارس ۱۹۶۸) زیست‌شیمیدان، فیزیولوژیست و انسان‌دوست در اتحاد جماهیر شوروی بود که اکتشافات پزشکی‌اش جان هزاران نفر را در جبهه‌های جنگ جهانی دوم نجات داد. او بیشتر به خاطر کار پیشگامانه‌اش در مورد سد خونی-مغزی شناخته می‌شود که در سال ۱۹۲۱ آن را با عنوان «سد هماتو-آنسفالیک» توصیف کرد.

## زندگی‌نامه

### دوران ابتدایی زندگی
لینا شترن در ۲۶ اوت ۱۸۷۸ در لیپایا (لیپاجای امروزی در لتونی) - بزرگ‌ترین شهر منطقه کورلند در غرب لتونی - به دنیا آمد (برخی منابع اشاره کرده‌اند که او در سال ۱۸۷۵ در محله ویلینیامپوله شهر کاوناس متولد شد و دبیرستان را در لیپایا گذرانده است). او از یک خانواده ثروتمند و پرجمعیت یهودی بود. در سال ۱۸۹۸، شترن در دانشگاه ژنو سوئیس مشغول به تحصیل شد، هرچند پیش از عزیمت به سوئیس، تلاش ناموفقی برای ورود به دانشگاه دولتی مسکو داشت. به دلیل پیشینه یهودی‌اش، ورود به دانشگاه‌های روسیه برای او بسیار دشوار بود و همین امر او را ناگزیر به تحصیل در خارج از کشور کرد. در سوئیس، او با همسران گئورگی پلخانوف و الکسی باخ دوست شد.

### حرفه علمی
در سال ۱۹۰۳، او رساله دکترای خود را دربارهٔ عملکرد حرکتی مجرای ادرار نوشت و موفق به اخذ مدرک دکترای پزشکی شد. با وجود آزاداندیشی نسبی سوئیس در مقایسه با دیگر کشورهای اروپایی، شترن همچنان هیچ چشم‌انداز شغلی در آنجا نداشت؛ بنابراین به لیپایا بازگشت و در آنجا امتحانات لازم برای دریافت مدرک دکترای پزشکی معتبر در روسیه را گذراند، چرا که مدارک دانشگاه‌های خارجی در آن زمان در روسیه پذیرفته نمی‌شد. در حالی که خود را برای یافتن شغل پزشکی در روسیه آماده می‌کرد، ژان-لوئی پرووست (رئیس دپارتمان فیزیولوژی دانشگاه ژنو) از او دعوت کرد تا به عنوان دستیار در این دپارتمان مشغول به کار شود، پیشنهادی که شترن آن را پذیرفت.

## تحقیقات دربارهٔ سد خونی-مغزی
تحقیقات دربارهٔ سد خونی-مغزی نشان می‌دهد که این سد به مانع نفوذی اشاره دارد که توسط دیواره‌های اندوتلیال رگ‌های خونی و مویرگ‌های مغز تشکیل می‌شود و از ورود بیشتر مواد موجود در خون به مغز جلوگیری می‌کند، در حالی که به مولکول‌های کوچکی مانند اکسیژن و دی‌اکسید کربن اجازه انتشار آزادانه می‌دهد. لینا شترن در دوران فعالیتش در دانشگاه ژنو، با همکاری ریموند گوتیر، مجموعه‌ای از مطالعات را منتشر کرد که وجود سد خونی-مغزی را اثبات می‌نمود. از سال ۱۹۱۸، این دو محقق به انجام آزمایش‌های سیستماتیک دربارهٔ حرکت مواد مختلف از خون به سیستم عصبی پرداختند و میزان نفوذپذیری این مواد به مغز را ارزیابی کردند که نتایج این پژوهش‌ها به آن‌ها امکان داد تا وجود یک مانع بین خون و مغز را اثبات کنند و آن را در زبان فرانسه "barrière hématoencéphalique" (سد خونی-مغزی) نامیدند. در مقاله‌ای که در سال ۱۹۳۴ منتشر شد، شترن به‌صورت مستقل مفاهیم گزینش‌پذیری سد و مقاومت سد را معرفی کرد و دریافت که سد خونی-مغزی همزمان دو عملکرد حیاتی دارد: هم اجازه عبور انتخابی به برخی مواد خاص را می‌دهد و هم محیط داخلی مغز را از تغییرات محیط خونی حفظ می‌کند. امروزه این دو ویژگی به‌عنوان عملکردهای اصلی سد خونی-مغزی شناخته می‌شوند و شترن با این کشفیات انقلابی، بنیان‌های درک مدرن ما از فیزیولوژی مغز را پی‌ریزی کرد.